# Jean de Gassion
Cet article concerne le chef militaire français. Pour le président du Parlement de Navarre, voir Jean de Gassion (intendant). Pour d'autres homonymes, voir Gassion.
Jean de Gassion, né le 20 août 1609 à Pau, mort le 2 octobre 1647 à Arras et inhumé au temple de Charenton, était un chef militaire français du XVIIe siècle. Redoutable homme de guerre, il fut maréchal de France à 34 ans, servit Louis XIII et Louis XIV et mourut d'une blessure lors du siège de Lens.

## Biographie
Jean de Gassion est issu d'une famille parlementaire et calviniste du Béarn, qui s'est installé en Bretagne au XVIe siècle. Son père, Jacques de Gassion, fut capitaine du château de Nantes et un fidèle du duc de Mercœur, célèbre ligueur. Jean de Gassion combattit l'armée royale lors des « guerres de Monsieur de Rohan », ultimes révoltes protestantes. Après la signature de la paix d'Alès en 1629, il entra au service du roi de Suède Gustave II Adolphe, pour lequel il leva une compagnie puis un régiment de cavaliers. Entre 1630 et 1632, il participa aux campagnes victorieuses de Gustave-Adolphe, qui, débarqué en Poméranie, arriva aux portes de la Bavière. Le souverain suédois avait réintroduit l'usage de la charge au galop, l'épée à la main. Il comptait sur la puissance de choc des chevaux lancés à pleine vitesse pour rompre les rangs adverses. Sa mort à la bataille de Lützen en 1632, puis l'entrée en guerre de la France en 1635 incitèrent Gassion à entrer au service de Louis XIII. 
Gassion profita de l'expérience acquise dans les armées étrangères pour introduire en France cette nouvelle donne tactique. Une commission lui fut accordée pour lever une troupe de 1 600 hommes. À la tête de cet énorme régiment, Gassion possédait un pouvoir absolu : il y distribuait les charges et y exerçait un droit de justice, privilège qui n'était accordé qu'aux unités de mercenaires. En effet, son statut était proche de celui des mercenaires étrangers qui menaient la guerre comme une entreprise privée. Comme eux, il portait le titre de colonel, alors que les Français étaient désignés comme « mestres de camp ». Il commandait donc un régiment considéré comme français avec les privilèges d'un colonel étranger. Cette délégation contractuelle du pouvoir souverain de faire la guerre représentait un risque pour le roi de France, qui y perdait une part de son autorité.

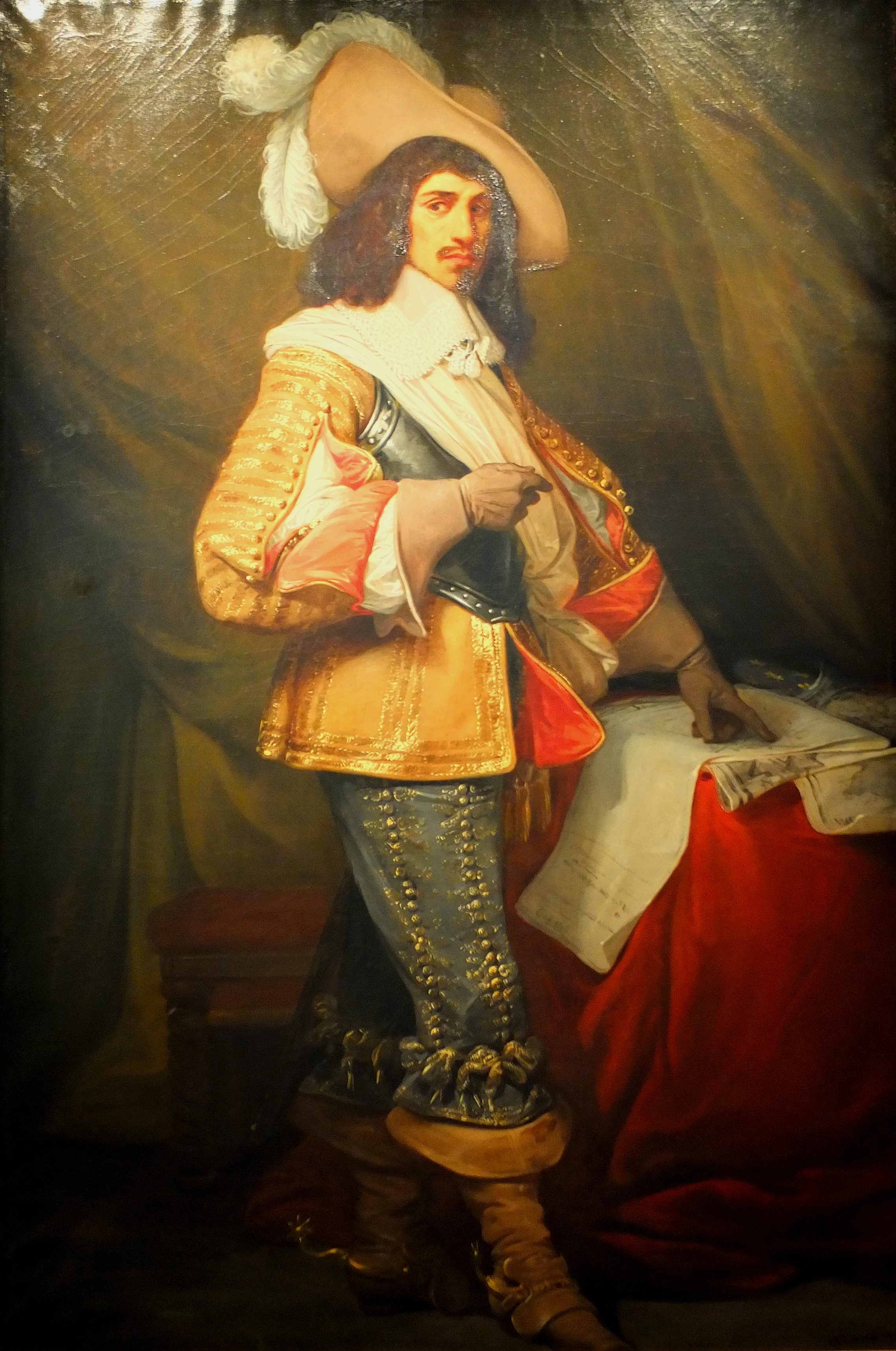
Jean de Gassion peint par Jean Alaux en 1834, Musée de l'Histoire de France (Versailles).

En 1636, il se distingua au siège de Dole, sous les ordres de Condé, puis aux sièges de Saint-Omer et d'Hesdin sous les ordres de La Meilleraye en 1639. La même année, le cardinal de Richelieu l'envoya en Normandie réprimer la révolte des nu-pieds. Surpris par sa rapidité, les révoltés furent écrasés et sévèrement châtiés.
En 1640, il prend une part active au long siège d'Arras.
Le 19 mai 1643, il contribue de manière décisive à la victoire de Rocroi, où il épaula le jeune prince d'Enghien, lui apportant la fougue de sa cavalerie, son expérience et sa connaissance des tactiques suédoises. Il reçut en récompense le bâton de maréchal.
Le maréchal Jean de Gassion  donna ordre le 28 septembre 1644 au comte de la Feuillade d'attaquer l'Abbaye Sainte-Colombe de Blendecques qui fut endommagée par quelques coups de canons. Le maréchal y séjourna ensuite quelques jours.
Le 12 septembre 1645, il attaque Lille  par la porte de Fives, la porte de la Barre et la batterie de la porte de Saint-Pierre mais ses troupes sont repoussées par les villageois d'alentour et par les bourgeois de la ville. 
Jean de Gassion fut érigé en parangon des vertus guerrières. Jusqu'à sa mort au siège de Lens en 1647, ses faits d'armes furent complaisamment célébrés dans La Gazette de France. Il y était représenté dans toutes les postures du guerrier intrépide accumulant escarmouches, chevauchées, surprises et combats, défiant personnellement les chefs ennemis pour les étendre raides morts d'un coup de pistolet ou d'épée. Tallemant des Réaux raconte dans ses Historiettes que Richelieu avait fini par le surnommer  « La Guerre » . 
Attention à ne pas confondre avec son neveu Jean, marquis de Gassion et chevalier de l'Ordre du Saint-Esprit, mais qui ne fut pas maréchal de France. Jean, comte de Gassion, ne fut pas distingué dans cet ordre car il était protestant.

## Quelques citations
Son coreligionnaire Tallemant des Réaux (1619-1692) raconte dans ses Historiettes que Jean de Gassion (1609-1647) « n'était point joueur, ni adonné aux femmes. Femmes et vaches, disait-il ce m'en est tout un, mordioux !»
Quelques citations :
« Le Prince à Dijon, après avoir levé le siège, on ne regardoit que Gassion. Il y eut un avocat qui se jeta à genoux devant lui, et lui dit, en lui montrant des dames du nombre desquelles étoit sa femme, qu'il n'y en avoit pas une qui ne voulût avoir un petit Gassion dans le corps pour servir le Roi et la patrie... »
« J'ai plus de joie que vous m'ayez baisée que si on m'avait donné cent mille livres ».
« C'était l'un des plus méchants courtisans de son siècle. À la cour, beaucoup de filles qui eussent bien voulu de lui, le cajolaient et lui disaient : Vraiment, Monsieur, vous avez fait les plus belles choses du monde. — Cela s’entend bien, disait-il. Une ayant dit : « Je voudrais bien avoir un mari comme M. de Gassion. — Je le crois bien, répondit-il. ».
Mais aussi à ceux qui le pressaient de se marier, il répondait : « Je n'aime pas assez la vie pour en faire part à quelqu'un. »

## Titres
- Comte de Gassion
- Mestre de camp général de la cavalerie de 1641 à 1646
- Maréchal de France en 1643

## Armoiries
| Figure | Blasonnement |
|        | Armes de Jean (son neveu), marquis, de Gassion Écartelé: aux 1 et 4, d'azur, à la tour d'or, ouvert du champ et maçonnée de sable; au 2, d'or, à trois pals de gueules (de Foix) ; au 3, d'azur, à l'arbre de sinople traversé au pied d'un lévrier passant de gueules accolé d'azur bordé et bouclé d'or. (attention armoiries officielles de la famille de Gassion uniquement après que son frère ainé et héritier ait réuni les terres de la famille et obtenue leur élévation au rang de marquisat en 1649), Devise : NEC FRUSTRÀ CURRET. |